# Stade de FUS
Stade de FUS – stadion w Maroku, w Rabacie, na którym gra tamtejszy klub – FUS Rabat.

## Opis
Stadion zainaugurowano w 1923 roku. Wcześniej był znany jako Stade Moullay Hassan. W 1972 i 2010 przeprowadzano modernizacje stadionu. Mieści 10 000 lub 15 000 widzów. Jego nawierzchnia jest sztuczna. Mieści się przy Hay Nahda.